# Bace
Bace (cyr. Баце) – wieś w Serbii, w okręgu toplickim, w mieście Prokuplje. W 2011 roku liczyła 228 mieszkańców.